# Rosthalsad honungsfågel
Rosthalsad honungsfågel (Acanthorhynchus superciliosus) är en fågel i familjen honungsfåglar inom ordningen tättingar.

## Utseende och läte
Rosthalsad honungsfågel är en liten och slank fågel med tunn nedåtböjd näbb. Adulta fågeln har distinkt och komplext mönster på huvud och strupe samt ett mörkt och tunt bröstband. Ungfågeln är enfärgad beige under och brun ovan. Noterbart är vita hörn på stjärten som ibland ses i flykten. Lätet består av ett ljudlig och upprepat pipande ljud.

## Utbredning och systematik
Fågeln förekommer i sydvästra Western Australia. Den behandlas som monotypisk, det vill säga att den inte delas in i några underarter.

## Levnadssätt
Rosthalsad honungsfågel hittas i fuktiga skogspartier, parker och trädgårdar. Den födosöker aktivt och kvickt mellan blommande träd.

## Status och hot
Arten har ett stort utbredningsområde, men tros minska i antal, dock inte tillräckligt kraftigt för att den ska betraktas som hotad. Internationella naturvårdsunionen IUCN listar arten som livskraftig (LC).